# Aztekium ritteri
Aztekium ritteri, conocida comúnmente como biznaga piedra, es una especie de planta suculenta perteneciente al género Aztekium, dentro de la familia Cactaceae. Es endémica del noreste de México.

## Descripción

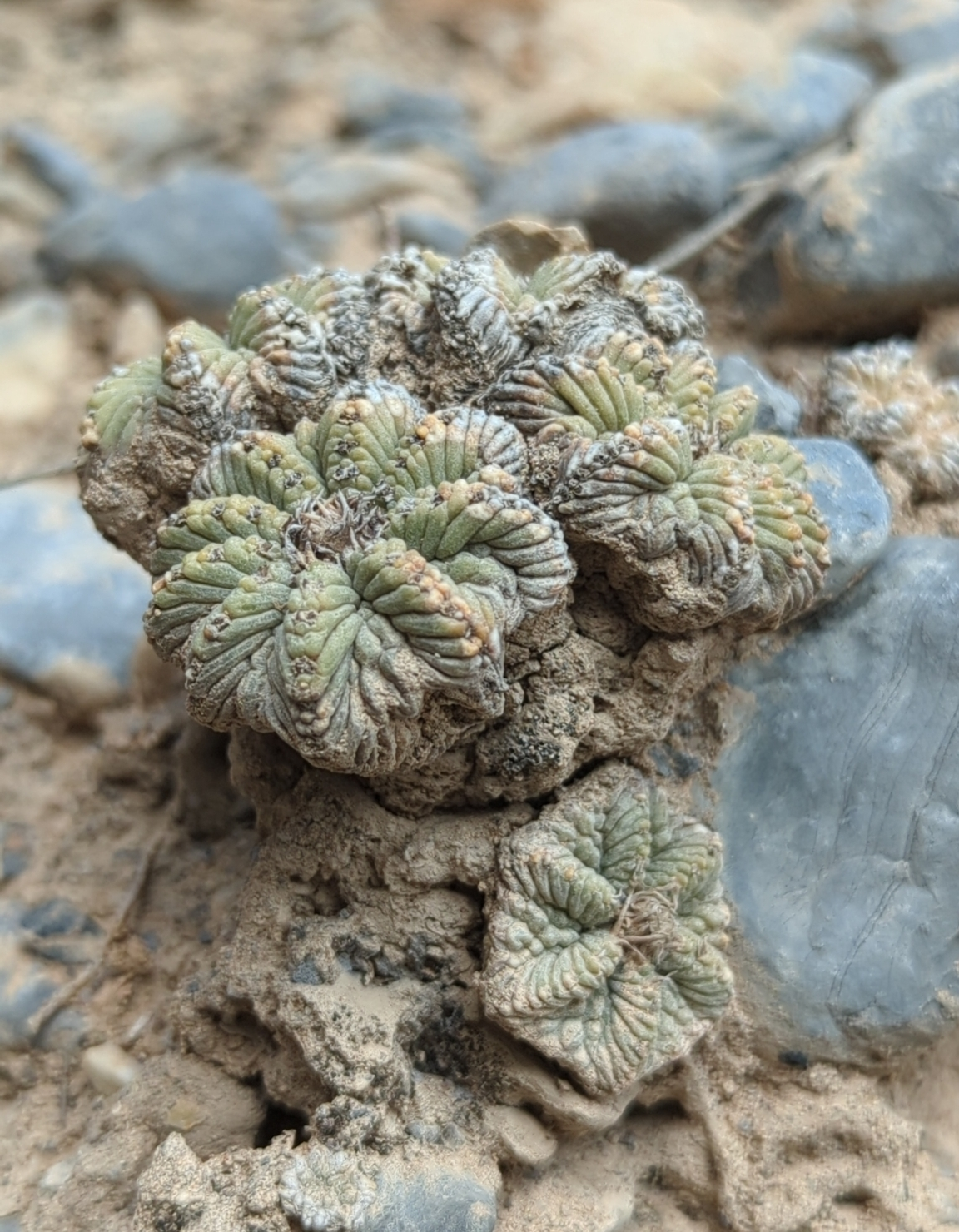
Porte de la planta

Aztekium ritteri es una especie de cactus pequeño que normalmente crece de forma solitaria, aunque a veces lo podemos encontrar formando parte de pequeños grupos de varios individuos. Tiene un tallo globular diminuto, que rara vez supera los 5 cm de diámetro y algo menos de altura.
El color de los brotes más jóvenes es de un verde amarillento bastante pálido, que se fusiona con un verde grisáceo en los brotes inferiores y más viejos. Presenta de 9 a 11 costillas redondeadas, atravesadas a su vez por numerosos surcos transversales. Entre estas costillas encontramos pequeñas costillas secundarias (las cuales no están presentes en Aztekium hintonii), que alcanzan aproximadamente la mitad del cuerpo de la planta.

A lo largo del borde de cada costilla encontramos numerosas areolas pequeñas, las cuales son lanosas en la juventud. Presentan de 1 a 3 espinas pequeñas, débiles, a menudo ausentes en las areolas más jóvenes, de 3 a 4 mm de longitud y de color blanquecino. Las areolas más viejas forman una línea más o menos continua a lo largo del centro de las costillas.

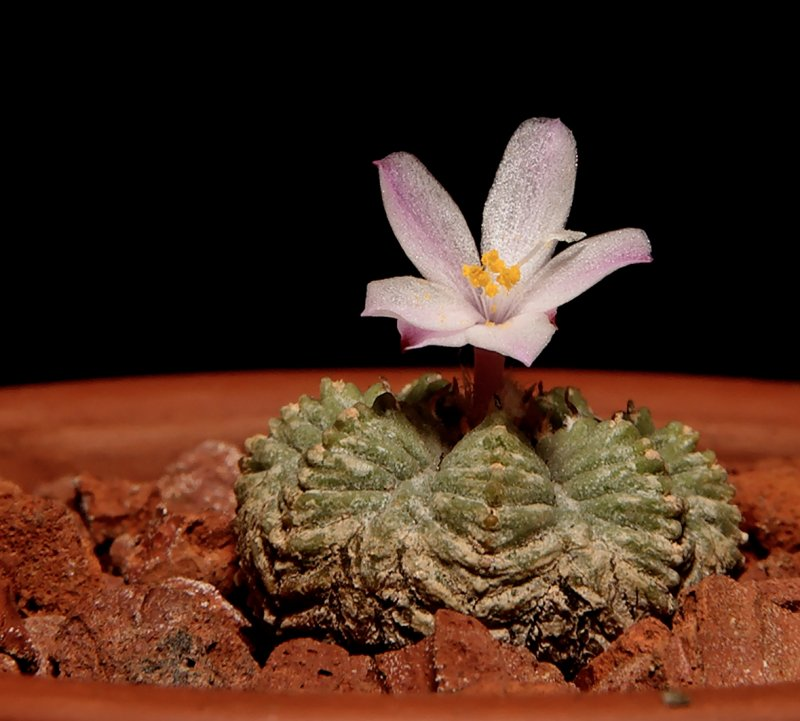
Planta en floración

Las flores son pequeñas (menos de 10 mm de ancho) y aparecen en el ápice de la planta. Son de color  blanco a rosa, y generalmente los pétalos exteriores tienen una franja central más oscura. Suele haber dos floraciones cada año, la primera tiene lugar a principios de verano y la otra en pleno verano (agosto en el Hemisferio Norte).
El fruto es pequeño, de color rosa casi blanco, membranoso. En su interior contiene semillas negras de 0.5 mm de longitud.

## Distribución y hábitat
El área de distribución nativa de esta especie es el noreste de México (concretamente en los estados de Nuevo León, Coahuila y San Luis Potosí) y crece principalmente en biomas desérticos o de matorrales secos, entre los 890 y 1045 sobre el nivel del mar. 
Se localiza sobre yesos del jurásico, calizas del cretácico medio e inferior, así como conglomerados del terciario, en donde la precipitación media anual oscila entre 300 y 800 mm. Además, el hábitat de esta especie se caracteriza por poseer pendientes de cerca de 90 grados, en áreas ocupadas por arroyos intermitentes. Eso si, esta especie crece menos expuesta al sol que Aztekium hintonii, ya tiende a incrustarse profundamente en las paredes de los cañones.

## Taxonomía
La primera descripción de esta especie fue como Echinocactus ritteri , publicada en 1928 por el botánico alemán Friedrich Boedeker en la revista científica Zeitschrift für Sukkulentenkunde 3: 305.
Más tarde, el propio Friedrich Boedeker trasladó la especie al género Aztekium, por lo que pasó a llamarse Aztekium ritteri. Registró estos cambios en la revista científica Monatsschrift der Deutschen Kakteen-Gesellschaft 1: 52, publicada en 1929.

Etimología
- Aztekium: nombre genérico formado a partir de la palabra alemana Azteken (que significa 'aztecas') y el sufijo latino - ĭum (que se utiliza para formar nombres de géneros de plantas), ya que la forma de los cactus de este género recuerdan a las esculturas aztecas.[8]
- ritteri: epíteto específico otorgado en honor al botánico alemán experto en cactus Friedrich Ritter.[9]

## Estado de conservación
En la Lista Roja de Especies Amenazadas de la UICN, la especie está clasificada como de “Preocupación menor (LC)”.

## Importancia económica y cultural

### Cultivo
La especie se cultiva a menudo como planta ornamental, utilizando sustratos porosos y con un porcentaje alto de yeso (sulfato de calcio). Su propagación se realiza a través de semillas, aunque muchas veces se injertan para acelerar su crecimiento, ya que es más lento que el de Aztekium hintonii. Decir que es sensible al frío, por lo que no soporta las heladas y se le debe agregar menos agua que para la media de los cactus.

### Farmacología
En México, a la Aztekium ritteri a veces se la llama “peyotillo”. Sin embargo, es probable que este nombre se le dé a esta planta no por sus propiedades psicoactivas, sino más bien por su vaga similitud con la forma en forma de botón del peyote (Lophophora williamsii). Aunque contiene sustancias activas (alcaloides) como N -metiltiramina, hordenina, anhalidina, mescalina, pellotina y 3-metoxitiramina, no existen informes etnobotánicos que indiquen que alguna vez haya sido utilizada por los pueblos indígenas de la zona.

## Galería

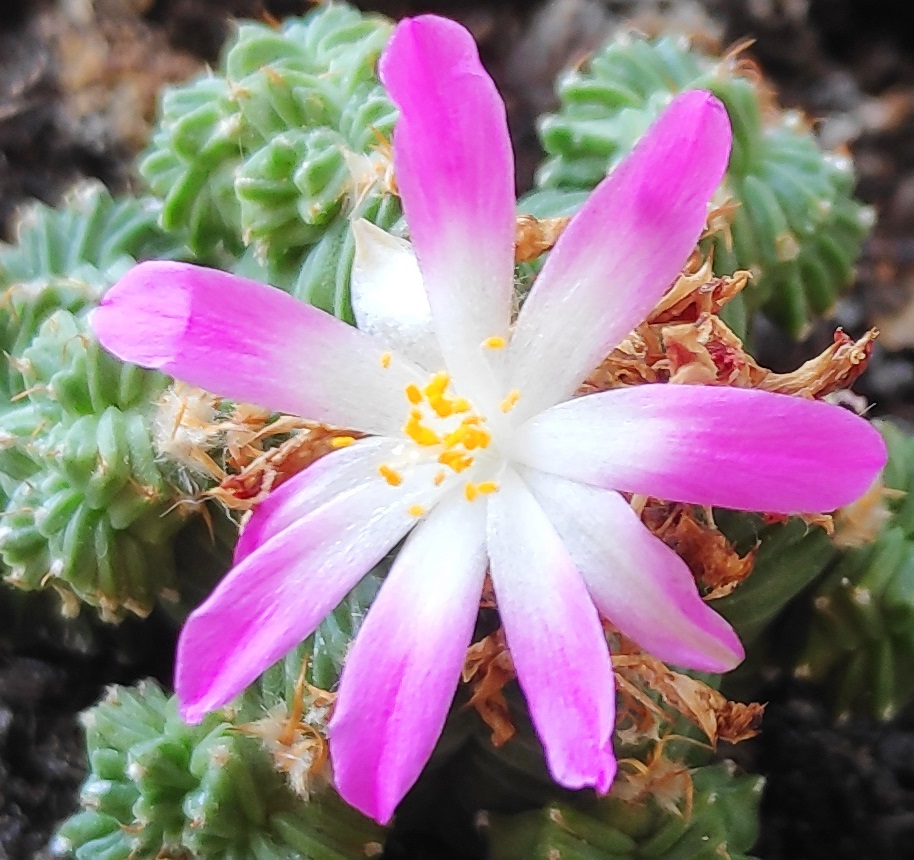
Detalle de la flor
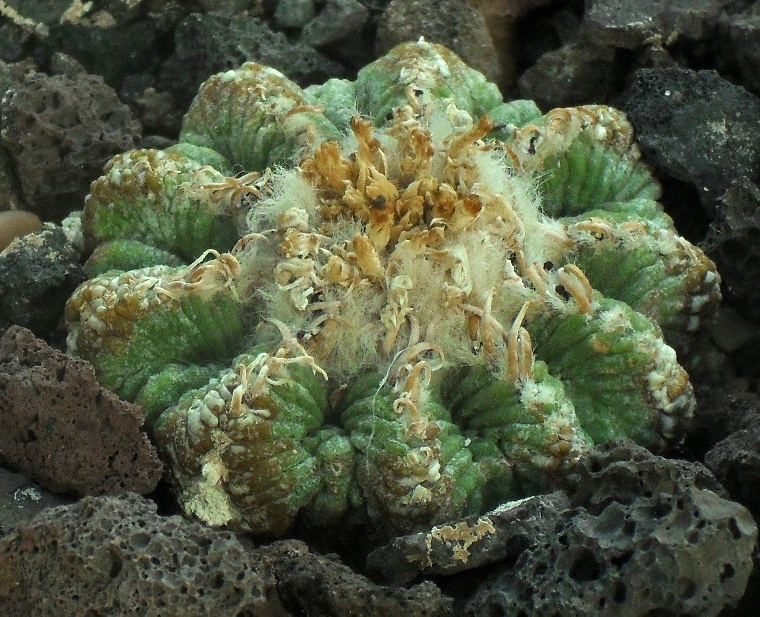
Porte de la planta
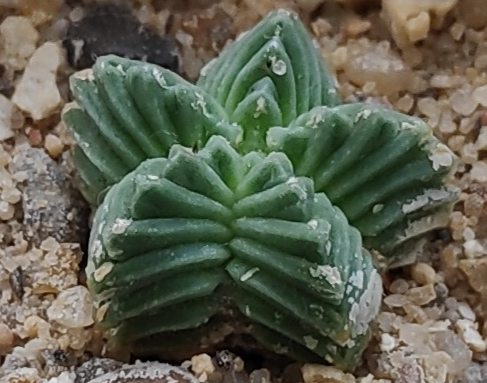
Plántula en crecimiento
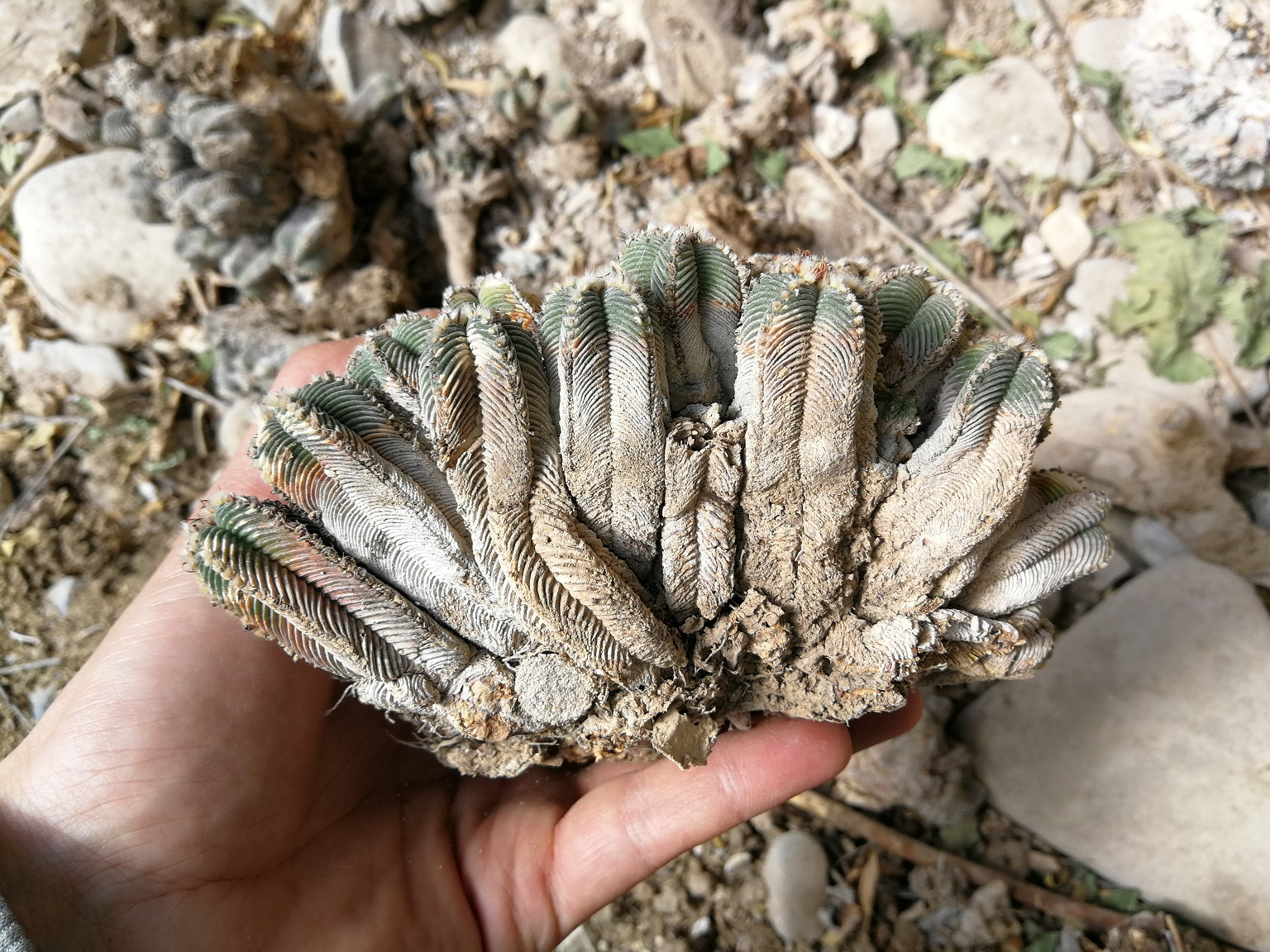
Vista lateral de la planta
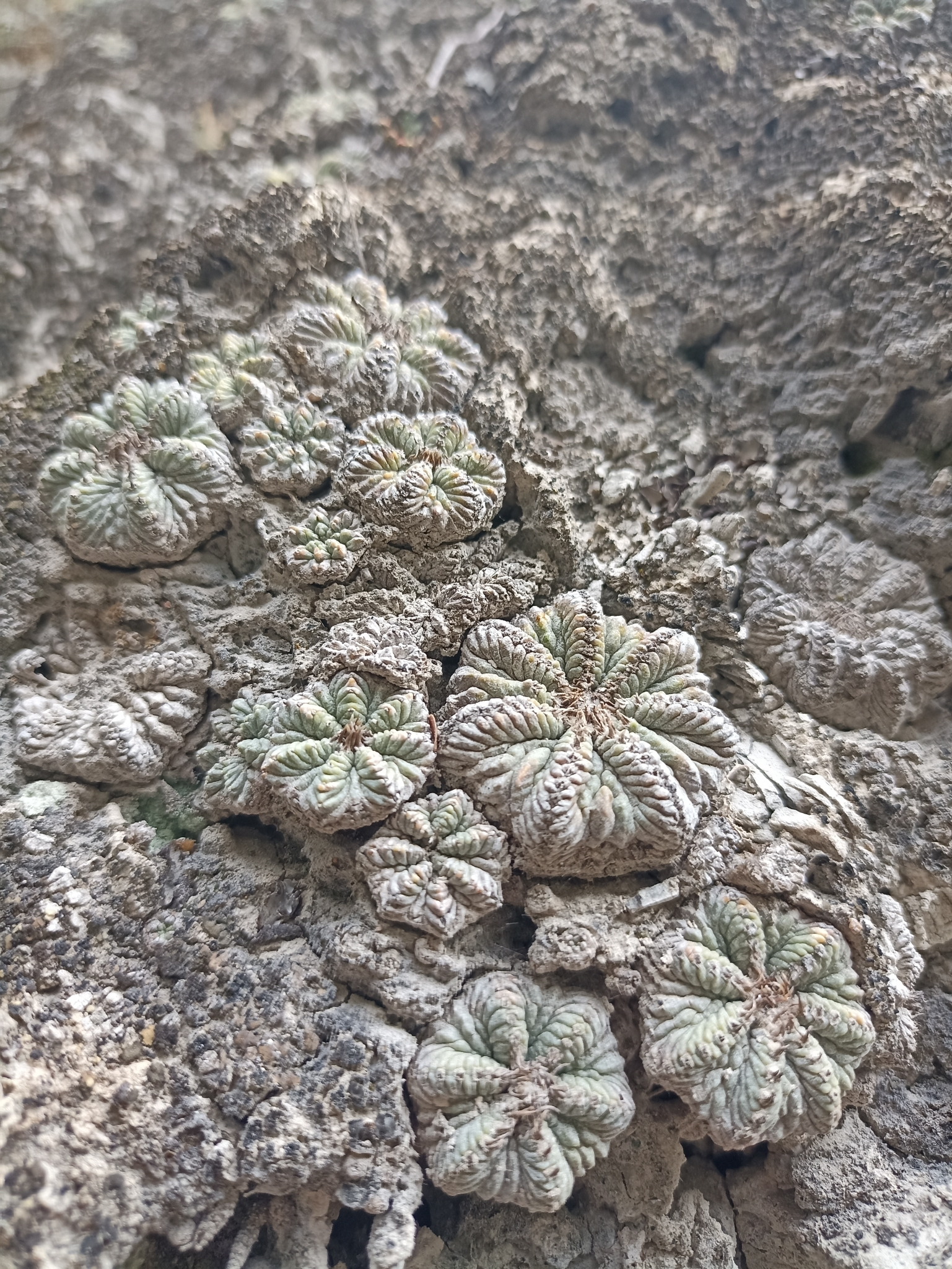
Plantas en su hábitat